# AD모터스
AD모터스는 전기자동차 브랜드였다. 원래 전신이 대원전자라는 전자제품 브랜드였으나, 2009년부터 원명으로 변경하였다. 체인지라는 전기차 제품을 생산하였으나, 제품의 소비자가 떨어져 결국 변경된 지 4년만에 회사를 폐기한다는 소식이 전해졌다. 결국 2014년 9월 28일에 완전히 대철수했고, 대한민국의 세계최초 전기자동차 브랜드였다.

## 판매했던 모델
- 체인지
- 코비 2